# Eupithecia sperryi
Eupithecia sperryi là một loài bướm đêm trong họ Geometridae.